# Clarissa Krabbe
Clarissa Krabbe (alias Clarissa Ljung och Clarissa Young), född 20 april 1971 i Addis Abeba, Etiopien, är en svensk sångare och skådespelare. Hon kom som treåring till Örebro och är numera bosatt i Stockholm efter en sejour i Södertälje.

## Biografi
Clarissa Krabbe fick som 17-åring en av huvudrollerna i serien Klassliv i SVT:s Bullen. Tack vare TV blev hon ett känt ansikte och spelade 1990 in singeln "Spend My Soul" under namnet Clarissa Young. Hon bröt dock kontraktet med skivbolaget eftersom hon kände sig exploaterad. 
Under 1990- och 2000-talen har Krabbe jobbat bland annat som nöjeskrönikör i Södertälje Lokal-TV och varit med i Fame Factory samtidigt som hon som sångerska hos Wallmans och Sunwing gjort sig ett namn i nöjesbranschen. Tillsammans med Jonas Liberg uppträder hon till och från i gruppen Black & White.
Clarissa Krabbe har även gjort flera sångframträdanden i titelrollen i African Madonna, ett oratorium som den nyzeeländska musikpedagogen Felicity Laurence skrev 1986 som reaktion på hungersnöden i Etiopien. 
År 2008 hade Krabbe planer på att spela in ett album och i samband med det släpptes singeln The Key to a New World. Samma år deltog hon i debattinslaget Salongen i SVT:s Doreen 21.30, inspelat i Celestine Davidssons hårsalong i Södertälje. Efter mer jobb under 2008 åt Wallmans i Åre uppträdde hon från september 2009 till mars 2010 i musikalen Hairspray på China-teatern i Stockholm.
Sommaren 2011 var Krabbe med i farsen Drömvinsten på Sommarteatern i Enköping och 2012 var hon mammaledig. Våren 2017 var hon med i ensemblen i den svenska uppsättningen av  The Book of Mormon på China-teatern i Stockholm.

## Diskografi
- Spend My Soul (som Clarissa Young) 1990
- Twinkle Twinkle (engelska och amerikanska barnvisor samlade av Agneta Ljung) 1993
- The Key to a New World 2008

## Teater

### Roller
| År   | Roll             | Produktion                                                  | Regi          | Teater                 |
| ---- | ---------------- | ----------------------------------------------------------- | ------------- | ---------------------- |
| 2009 | Peaches Dynamite | Hairspray Mark Shaiman och Scott Wittman                    | Anders Albien | Chinateatern           |
| 2011 |                  | Drömvinsten Roland Nordqvist                                | Pontus Olgrim | Sommarteater, Enköping |
| 2017 | Ensemble         | The Book of Mormon Matt Stone, Trey Parker och Robert Lopez | Anders Albien | Chinateatern           |
| 2018 | Louise           | Ghost Dave Stewart, Glen Ballard och Bruce Joel Rubin       | Anders Albien | Chinateatern           |